# Jake Johnson
Mark Jake Johnson Weinberger (født 28. maj 1978) er en amerikansk skuespiller, komiker og instruktør, som er bedst kendt for sin rolle som Nick Miller i tv-serien New Girl og for at have lagt stemme til den ældre version af Peter B. Parker/Spider-Man i den engelske version af filmen Spider-Man: Into the Spider-Verse. Han har desuden medvirket i film som Let's Be Cops (2014), og optrådt i Get Him to the Greek (2010), 21 Jump Street (2012), Jurassic World (2015), The Mummy (2017) og Tag (2018).
Johnson har ligeledes spillet rollen som Greyson "Grey" McConnell i drama-serien Stumptown (2019–20).